# Hormetica bicolor
Hormetica bicolor är en kackerlacksart som först beskrevs av Brunner von Wattenwyl 1865.  Hormetica bicolor ingår i släktet Hormetica och familjen jättekackerlackor. Inga underarter finns listade i Catalogue of Life.